# 渡辺克義
渡辺 克義（わたなべ かつよし、1960年 - ）は、日本の言語学者・歴史学者。長岡崇徳大学教授。本名、渡邊 克義（わたなべ かつよし）。
新潟県生まれ。1978年、新潟県立三条高等学校卒業。1984年、東京外国語大学外国語学部ロシア語学科卒業。1986年、東京都立大学 (1949-2011)大学院修士課程修了。同年からワルシャワ大学に留学してポーランド文化・歴史を学び、1990年に同大学院博士課程修了。帰国後は新潟で中学校教員となる。2004年、東京大学大学院人文社会系研究科スラヴ語スラヴ文学専攻修了、「ポーランド人の姓名 ポーランド固有名詞学序説」で博士（文学）。日本学術振興会特別研究員を経て、2000年から山口県立大学助教授、教授。2019年から長岡崇徳大学教授。
エスペラントの学習書、日本文学のエスペラント訳などの著作もある。　

## 単著

### ポーランド関連
- 『カチンの森とワルシャワ蜂起　ポーランドの歴史の見直し』（岩波書店、1991年）
- 『ポーランド語作文研究　中級・上級学者の表現力向上のために』（泰流社、1992年）
- 『語学王 ポーランド語』（三修社、1999年）
- 『ポーランド語　中・東欧のことばをはじめましょう』（朝日出版社、2000年）
- 『ポーランド語の風景　日本語の窓を通して見えるもの』（現代書館、2005年）
- 『ポーランド人の姓名　ポーランド語固有名詞学研究序説』（西日本法規出版、2005年）
- 『ゼロから話せるポーランド語』（三修社、2006年）［『語学王 ポーランド語』改訂版］
- 『ポーランド語作文教本』（東洋書店、2012年）
- 『一冊目のポーランド語』（東洋書店新社、2017年）
- 『物語 ポーランドの歴史 東欧の「大国」の苦難と再生』（中公新書、2017年）
- 「映画で学ぶ ポーランド語とポーランド文化』（考古堂書店、2022年）

### エスペラント関連
- 『ザメンホフとエスペラント　ポーランド史・ポーランド語学との接点』（財団法人日本エスペラント学会、1996年）
- 『まずはこれだけエスペラント語』（国際語学社、2009年）

## 編著
- 『ポーランドを知るための60章』（明石書店、2001年）
- 『地域から世界へ　異文化へのまなざし』編著・訳（山口新聞、2001年）
- 『ポーランド学を学ぶ人のために』（世界思想社、2007年）
- 『簡明日本語－ポーランド語 ポーランド語－日本語辞典』（国際語学社、2008年）
- 『頻出順ドイツ語1200単語』（国際語学社、2011年）
- 『ポーランドの歴史を知るための55章』（明石書店、2020年）

## 共編著
- 『もっと知りたいポーランド』宮島直機編著（分担執筆、弘文堂、1992年）
- 『ポーランド語読本』土谷直人共著（泰流社、1993年）
- 『ヨーロッパ史研究の新地平　ポーランドからのまなざし』中山昭吉・松川克彦共編著（分担執筆、昭和堂、2000年）
- 『ロシア語中級読本』西野常夫共編著（東洋書店、2002年）
- 『ワルシャワ通信　日本人学校教師のポーランド体験』梶原衛共著（彩流社、2004年）
- 『ロシア語初級読本』西野常夫共編著（東洋書店、2004年）
- Świat z papieru i stali. Okruchy Japonii, pr. zbior., Warszawa 2005.
- Japonia na początku XXI wieku. Polityka, gospodarka, społeczeństwo i  stosunki z Polską, pr. zbior., Toruń 2008.
- 『媒介言語論を学ぶ人のために』木村護郎クリストフ共編（世界思想社、2009年）
- 『パーフェクトフレーズ　スペイン語日常会話』カルロス・カシリマス、中溝朋子共著（国際語学社、2009年）
- 『はじめての英語落語　これが世界を爆笑させる「英語落語」だ!』桂あさ吉、大矢智子共著（国際語学社、2011年)
- 『イタリア語会話厳選パターンフレーズ80』ルチオ・パッツァネーセ共著（国際語学社、2011年）
- 『エスペラント日本語辞典』日本エスペラント学会編（分担執筆、日本エスペラント学会、2011年）
- 『ロシア人が日本人によく聞く100の質問　ロシア語で日本について話すための本』ヴァレリー・グレチュコ共著（三修社、2012年）
- 『ドイツ語、もっと先へ！』アンドレアス・マイアー 共著（第三書房、2014年）
- 『ロシア語スピーキング』ヴァレリー・グレチュコ共著（三修社、2014年）
- 『現代日本Q&A』ナタリア・クジミチ、アレクサンドラ綿貫共著（Waneko, 2015年)
- 『世界の文字事典』庄司博史編（分担執筆、丸善出版、2015年）
- 『スペイン語、もっと先へ！』エフライン・ビジャモール・エレロ共著（第三書房、2016年）
- 『北欧文化事典』北欧文化協会ほか編（分担執筆、丸善出版、2017年）
- 『日本エスペラント協会（JEI）100年史　日本エスペラント学会から協会へ』（分担執筆、一般財団法人日本エスペラント協会、2020年）
- 『中欧・東欧文化事典』中欧・東欧文化事典編集委員会編（分担執筆、丸善出版、2021年）
- 『世界の公用語事典』庄司博史編（分担執筆、丸善出版、2022年）

## 訳書
- アンジェイ・ワイダ『アンジェイ・ワイダ 自作を語る』工藤幸雄、つかだみちこ、久山宏一共訳（平凡社、2000年）
- スタニスワフ・ミコワイチク『奪われた祖国ポーランド　ミコワイチク回顧録』広瀬佳一共訳（中央公論新社、2001年）
- Keiji Nakazawa, Hiroszima 1945. Bosonogi Gen, t. I-X, Warszawa 2004-2011（共訳）
- アンジェイ・ガルリツキ『ポーランド高校歴史教科書【現代史】』田口雅弘、吉岡潤共監訳（明石書店、2005年）
- Misuzu Kaneko, Ptaszek, dzwonek i ja. Dzieła wybrane, Warszawa 2005.
- マレク・ハルトフ『ポーランド映画史』西野常夫共訳（凱風社、2006年）
- マレク・ハルトフ『キェシロフスキ映画の全貌』吉田はるみ共訳（水声社、2008年）
- アネット・インスドーフ『ふたりのキェシロフスキ』和久本みさ子共訳（水声社、2009年）
- アンジェイ・ワイダ『映画と祖国と人生と…』西野常夫、久山宏一共訳（凱風社、2009年）
- アグニェシュカ・ウサキェヴィチ『海辺のネコ』（水声社、2011年）
- Japana literatura juvelaro, Tokio: Japana Esperanto-Instituto, 2013（共訳）
- マリア・ポプシェンツカ『珠玉のポーランド絵画』加須屋明子、小川万海子共訳（創元社、2014年）
- マグダレナ・フォラント＝クグレル『外国人のための簡便ポーランド語文法』（Warszawa 2017）
- Hideo Yamaki, Świat sumo. Opowieści yobidashi Hideo, Warszawa 2021.